# The Idolmaster (anime)
THE iDOLM@STER (jap. アイドルマスター Aidorumasutā; The Idolmaster) – japoński, 25-odcinkowy serial anime z 2011 roku, zrealizowany przez studio A-1 Pictures i emitowany w telewizji TBS. Powstał on na podstawie gry komputerowej z gatunku symulatorów życia, produkcji Bandai Namco Games (dawniej Namco). W 2007 roku nadawano także 26-odcinkowe anime, wyprodukowane przez studio Sunrise.

## Fabuła
Fabuła koncentruje się wokół trzynaściorga dziewczyn, które są zrzeszone w małej agencji talentów o nazwie 765 Production. Bohaterki starają się zostać profesjonalnymi piosenkarkami na japońskim rynku muzycznym.

## Obsada
Lista dubbingowanych postaci:
- Kenji Akabane – Producer
- Eriko Nakamura – Haruka Amami
- Asami Imai – Chihaya Kisaragi
- Yurika Ochiai / Azumi Asakura – Yukiho Hagiwara
- Mayako Nigo – Yayoi Takatsuki
- Naomi Wakabayashi – Ritsuko Akizuki
- Chiaki Takahashi – Azusa Miura
- Rie Kugimiya – Iori Minase
- Hiromi Hirata – Makoto Kikuchi
- Asami Shimoda – Ami i Mami Futami
- Akiko Hasegawa – Miki Hoshii
- Manami Numakura – Hibiki Ganaha
- Yumi Hara – Takane Shijou
- Juri Takita – Kotori Otonashi

## Odbiór
W 2012 roku anime zostało wyróżnione kilkoma nagrodami Newtype Anime Awards miesięcznika Newtype. Zwyciężyło w kategoriach: najlepszy reżyser (Atsushi Nishigori), najlepszy scenariusz (Tōko Machida), najlepszy projektant postaci (Atsushi Nishigori), najlepsza piosenka („Ready!!”), a także najlepsza adaptacja gry komputerowej. Sama seria anime zajęła drugie miejsce, przegrywając jedynie z Fate/Zero. Redakcja polskojęzycznego serwisu tanuki.pl wystawiła anime ocenę 7/10.